# 新街口 (青岛)
新街口位于中國山東省青岛市黄岛区江山路与黄河路口。

## 历史
因黄岛本为孤岛，黄河东路处是海。后修建黄河路，将黄岛与陆地联通，从而有了这个路口，称之为新街口。之后前湾港附近全部填海成陆。前湾港区车流量较大，故2006年在此修建了立交桥。